# Уткин, Виктор Васильевич
Виктор Васильевич У́ткин (22 сентября 1912, Москва — 3 сентября 1981, Жуковский, Московская область) — советский авиационный инженер, учёный, начальник Летно-исследовательского института (1966—1981), доктор технических наук, профессор, Герой Социалистического Труда, дважды лауреат Сталинской премии (1949, 1952).

## Биография
Родился 9 (22 сентября) 1912 года. В 1939 году он окончил дирижаблестроительный институт, после чего был направлен на работу в ЦАГИ.
С организацией в 1941 году ЛИИ работал в нём. В 1966 году был назначен на должность начальника, на которой работал до своей смерти в 1981 году.
В 1962 году защитил докторскую диссертацию.
Под руководством Уткина осуществлялись работы по испытаниям и доводке разработанных самолётов, проводились исследования аэродинамики, отрабатывалось аварийное покидание самолётов на больших скоростях.
Стоял у истоков создания отечественной беспилотной реактивной и ракетной техники, руководил созданием в ЛИИ (1952 год) профильного подразделения (комплекса № 7) для проведения исследований в этом направлении. Сделал большой вклад в создание орбитального корабля системы «Энергия-Буран», в частности руководил созданием и лётными исследованиями воздушно-космических аппаратов серии БОР (БОР-1, … БОР-4).
С 1978 года руководство институтом совмещал с преподавательской деятельностью в МФТИ, заведовал в нём кафедрой. В 1979 году стал профессором.

Могила Уткина на Быковском кладбище Жуковского.

Умер 3 сентября 1981 года. Похоронен на Быковском кладбище Жуковского.

## Награды и премии
- Герой Социалистического Труда (1971)[2].
- Сталинская премия третьей степени (1949) — за создание нового метода аэродинамических исследований
- Сталинская премия третьей степени (1952) — за создание нового оборудования
- два ордена Ленина
- орден Трудового Красного Знамени
- орден «Знак Почёта»
- медали[2]

## Память
- В вестибюле главного административного корпуса ЛИИ им. М. М. Громова, где работал начальником института В. В. Уткин, установлена мемориальная доска[6]